# Либретто

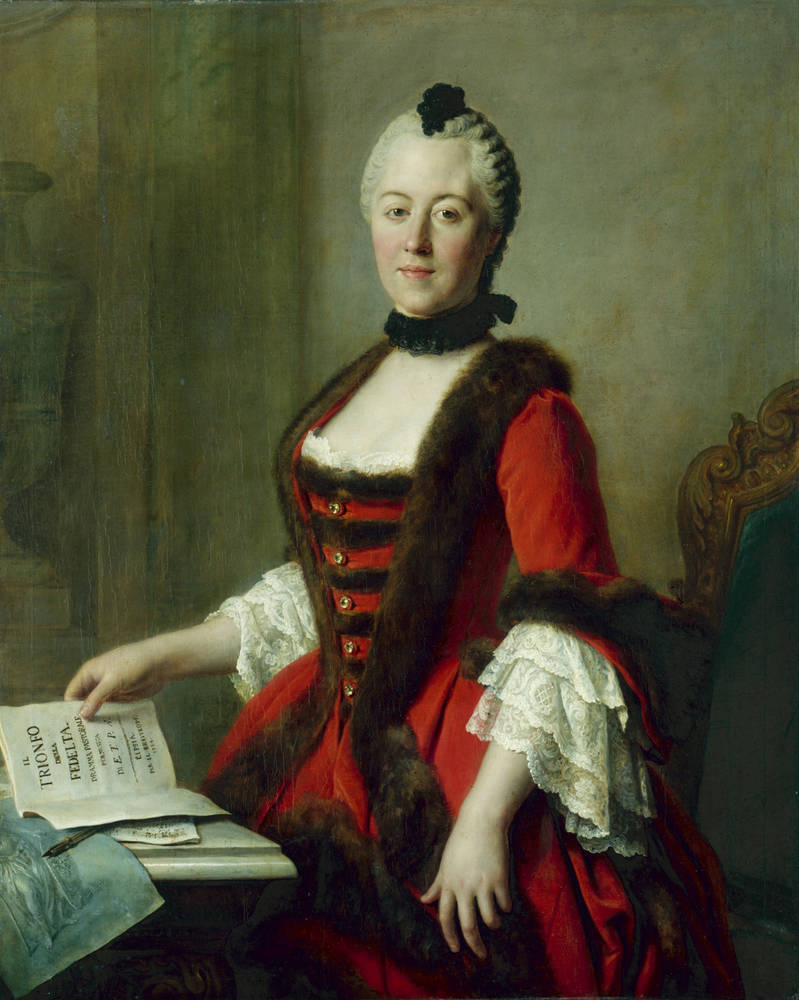
Мария Антония Баварская читает либретто

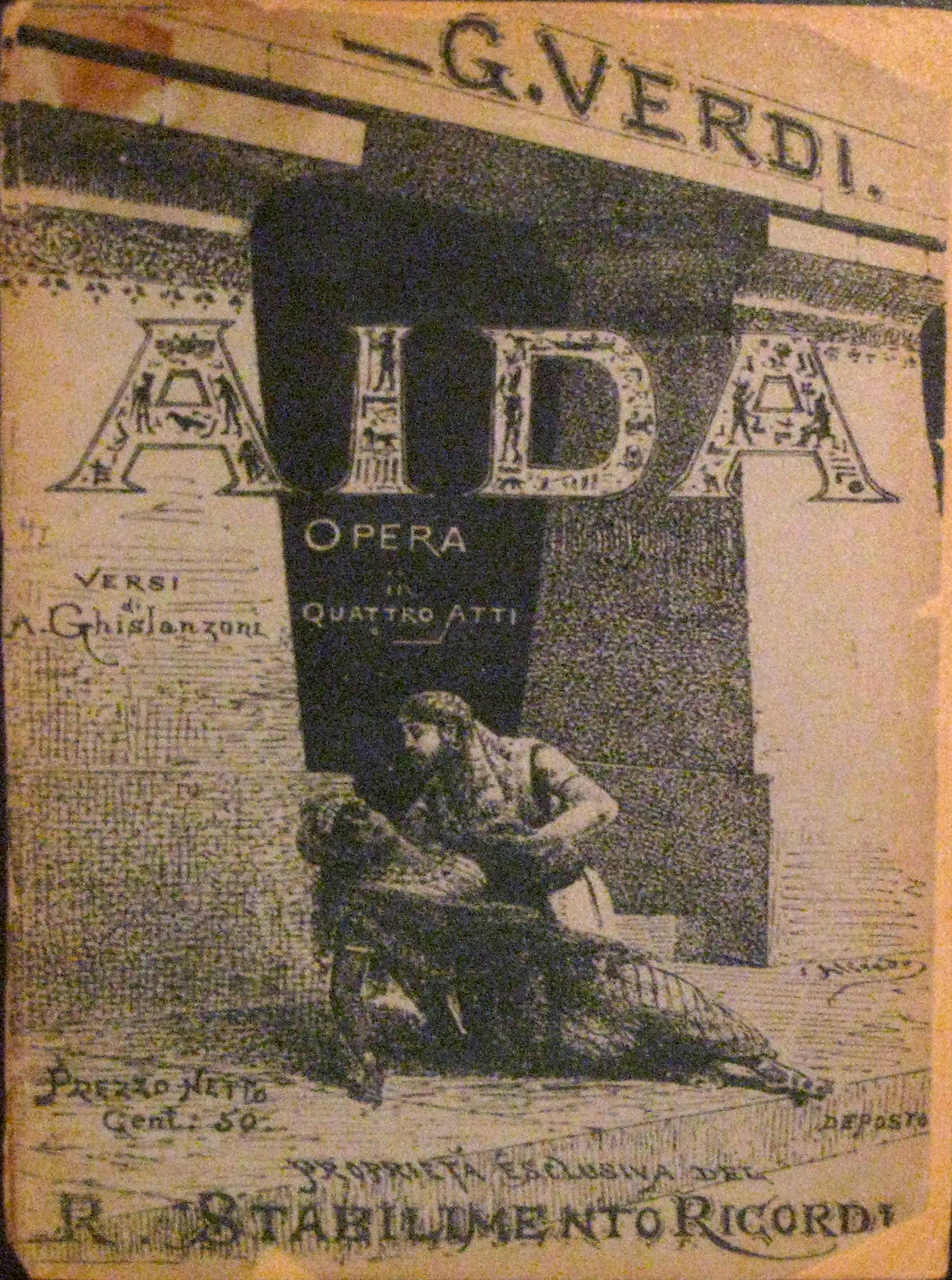
Либретто «Аиды» Д. Верди

Либре́тто (из итал. libretto «книжечка») — текст музыкально-сценического произведения, например, оперы, балета, оперетты, мюзикла и т. п.
Изучение либретто и вообще вербального элемента в синтетическом или синкретическом словесно-музыкальном произведении стало развиваться начиная с 1970—1980-х годов и получило название либреттологии.
Либретто пишется, как правило, в стихах, преимущественно рифмованных. Для речитативов возможно употребление прозы. Сюжетами для либретто служат, в основном, литературные произведения, переделываемые сообразно музыкально-сценическим требованиям. Реже либретто представляет собой совершенно оригинальное сочинение. Как замечает Х. С. Линденбергер, если считать показателем самобытности либретто его способность существовать автономно от написанной на его основе музыки, то этот тест выдерживает разве что либретто Гуго фон Гофмансталя к опере Рихарда Штрауса «Кавалер розы», имеющее собственную постановочную судьбу.
Известны примеры значительного вклада авторов либретто в создание выдающихся произведений, служивших развитию жанра; например, деятельность Лоренцо да Понте. Творчество другого автора — Раньери да Кальцабиджи проявилось в оперной реформе Кристофа Виллибальда Глюка.
В опере часто вместо речитативов использовали прозаичные разговорные диалоги; это заметно в немецком зингшпиле, английской балладной опере, французской и русской комических операх XVIII века, оперетте.
В издания либретто иногда включаются ноты с целью дать основные темы сочинения или лучшие его места. Краткий пересказ либретто называется синопсис.
Одно и то же либретто в случае удачной постановки многократно использовалось композиторми Италии и Франции XVII—XVIII веков; так например оперы на либретто Филиппа Кино создавались вплоть до начала XIX века. Сочинения Апосто Дзено и Пьеро Метастазио пользовались популярностью до конца XVIII века; на основе либретто этих авторов были написаны несколько опер и ораторий.
Примерно с середины XVIII века либретто перестает быть самостоятельным произведением; теперь они, как правило, создаются либреттистом в тесном контакте с композитором.
Примеры сотрудничества написания подобных либретто (либреттист и композитор):
- Р. Кальцабиджи и К. В. Глюк
- Л. Да Понте и В. А. Моцарт
- А. Бойто и Дж. Верди
- В. И. Бельский и Н. А. Римский-Корсаков[3].

Начиная с XIX века, композиторы, обладавшие литературно-драматическим дарованием, стали сочинять либретто своих опер самостоятельно, не прибегая к помощи либреттиста, либо используя такую помощь частично. Собственные либретто создавали Р. Вагнер, Г. Берлиоз, А. Бойто, А. П. Бородин, М. П. Мусоргский, А. Н. Серов; в XX веке — С. С. Прокофьев, Р. К. Щедрин, К. Орф, Дж. Ф. Малипьеро, Дж. К. Менотти и другие.
По мнению Патрика Смита творчество Рихарда Вагнера представляет собой наивысшее достижение в области создания либретто композитором.
Основой для создания сюжетов либретто нередко являются мифология, народные легенды, былины, сказки, художественная литература — поэмы, романы, новеллы, драмы и другие. Иногда встречаются произведения не имеющие культурно-литературного прообраза, например либретто оперы «Хованщина» М. П. Мусоргского, созданное самим композитором.
При создании либретто часто заимствуется только сюжет литературного произведения; в других же случаях используется его общая композиция, отчасти и текст. В либретто также может сильно изменяться сама концепция исходной литературной основы; таким примером является переработка пушкинской «Пиковой дамы» в либретто М. И. Чайковского.
В конце XIX — начале XX веков использования драматических произведений в создании либретто полностью или с незначительными сокращением и дополнением оригинального текста были редки; это «Каменный гость» А. С. Даргомыжского, «Моцарт и Сальери» Н. А. Римского-Корсакова, «Скупой рыцарь» С. В. Рахманинова по А. С. Пушкину, «Пеллеас и Мелизанда» К. Дебюсси по М. Метерлинку, «Саломея» Р. Штрауса по О. Уайльду и другие.
В современной опере режиссёры вновь обращаются к литературной основе и прозаическим либретто; например, экспериментальная постановка оперы «Женитьба» Мусоргского на неизменённый текст Н. В. Гоголя.
Развитие и метаморфозы либретто связаны с историей оперы во всех её жанровых и национальных разновидностях. Каждому исторически конкретному типу оперы — итальянской опере-сериа и опере-буффа, французской большой и комической опере, зингшпилю, русской исторической и сказочной опере, опере-былине и другим — отвечает свой тип либретто.
Основная проблема при создании либретто — сочетание естественного развития событий и характеров с закономерностями музыкальной композиции, а именно: чередованием вокальных, хореографических и симфонических эпизодов, сменой темпов и динамики, законченностью некоторых оперных форм, таких как арии, монологи, ансамбли и особыми требованиями к тексту, это — лаконизм, удобопроизносимость, одновременное сочетание различных текстов в ансамблях и т. д. Проблема исполнения оперы на родном языке оперной труппы исходит из эквиритмического перевода либретто, сопряжённого с неизбежными потерями.
Традиционно в театрах публике предлагают буклеты с кратким изложением либретто в литературной обработке, что помогает лучше понимать сценическое действие.

### Известные авторы
XVIII век
П. Метастазио, К. Гольдони, П. Бомарше, А. П. Сумароков, Я. Б. Княжнин, И. А. Крылов
XIX век
Э. Скриб, В. Гюго, Э. Золя, Я. П. Полонский, И. С. Тургенев, А. Н. Островский
XX век
Г. фон Гофмансталь, С. Цвейг, Ж. Кокто, П. Клодель, Б. Брехт, П. Г. Вудхаус (автор либретто к мюзиклам), М. А. Булгаков и др.
Наибольшего успеха добились литераторы, работавшие почти исключительно в жанре либретто:
Франция
Ж. Барбье, А. Мельяк и Л. Галеви (в том числе к опереттам Ж. Оффенбаха)
Великобритания
У. Ш. Гилберт (к опереттам А. Салливена)
Италия
Ф. Романи и С. Каммарано
Россия
М.И. Чайковский, П.И. Чайковский, В. И. Бельский, Ю. Г. Димитрин и др.